# Harmonichord

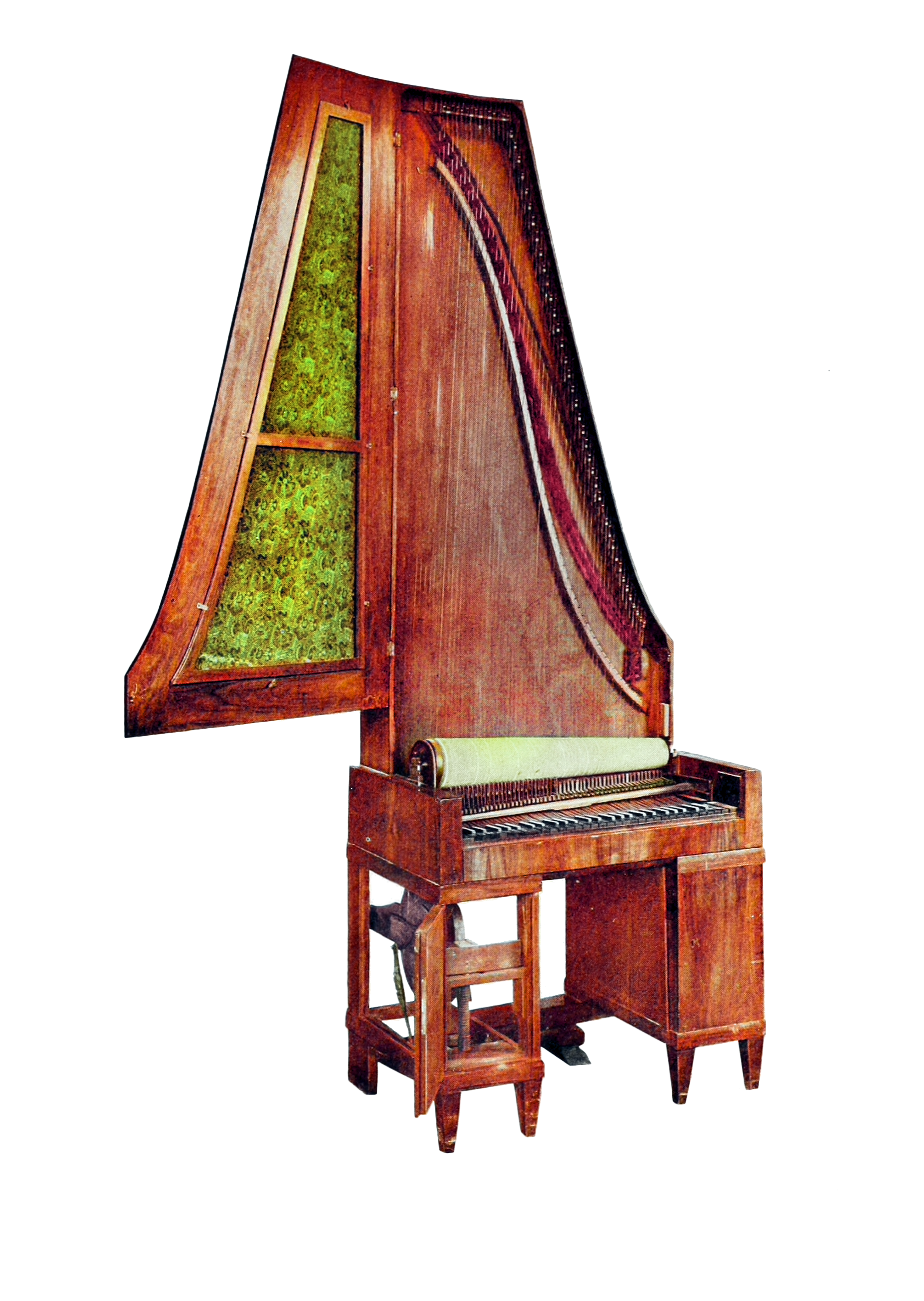
Harmonichord von Kaufmann, 1835. Falsche Farben. Musikinstrumentenmuseum der Universität Leipzig.

Ein Harmonichord ist ein Tasteninstrument, dessen Saiten nicht durch Hämmer, sondern wie bei einer Drehleier durch indirekt übertragene Reibung in Vibration versetzt werden. Es hat einen ähnlichen Klang wie eine Glasharmonika, aber einen größeren Tonumfang. Es wurde um 1809 eingeführt. Das Terpodion war ähnlich konstruiert, hatte jedoch keine Saiten.
Das Harmonichord ist eine Variante des Streichklaviers und ein Versuch des Dresdner Instrumentenbauers Johann Gottfried Kaufmann und dessen Sohnes Friedrich Kaufmann, ein Klavier so zu verändern, dass wie bei einer Violine länger klingende Töne produziert werden können. Äußerlich hat das Instrument die Form des Giraffenklaviers. Das Harmonichord ist nicht mit dem französischen Harmonicorde und dem Piano harmonicorde zu verwechseln.

## Bauform und Spielweise
Der Raum unter den Tasten ist geschlossen. Die wesentlichen inneren Teile sind die Saiten, ein langer, wildlederüberzogener Holzzylinder oder -kegel und Holzstäbchen.
Der Holzzylinder lässt sich durch ein Pedal in Rotation versetzen. Die Holzstäbchen werden durch Niederdrücken der Tasten derart mit dem einen Ende gegen den Kegel gepresst, dass die von dem rotierenden Kegel ausgeübte Reibung auf die Saiten übertragen wird. Einige Akkorde erforderten so viel Druck, dass die Kraft, die eine Person aufwenden konnte, nicht ausreichte, so dass zwei Pianisten nötig waren, um den Ton zu spielen. Dies war auch bei dem mittelalterlichen Organistrum der Fall.
Friedrich Theodor Kaufmann (1823–1872) war der Sohn von Johann Friedrich Kaufmann, der ebenfalls Musikautomaten (Orchestrien) baute. Die Kaufmanns entwickelten auch den mechanischen Trompeter.
Carl Maria von Weber schrieb 1811 für das Harmonichord ein Konzert mit Orchesterbegleitung (Adagio & Rondo in F op. 115).

## Zeitgenössische Berichte
Die Beschreibung eines Konzertes, das die Kaufmann-Familie am Samstag, dem 21. Juni 1851, in der St Martin’s Hall gab, wurde in der The Illustrated London News veröffentlicht und weitere Berichte folgten.
Übersetzte Zitate:

„Sein Sohn, Friedrich (1785–1866), erwarb sich sehr rasch einen guten Namen. Sie experimentierten mit mechanischer Musik.
Im Jahr 1805 bauten sie ein Instrument, das sie Belloneon nannten.
Dieses hatte 24 durchschlagende Zungen aus Metall und trompetenähnliche Resonatoren.
Eine Begleitung mit zwei Trommeln.
Diese durchschlagenden Zungen erlaubten sowohl laute wie auch leise Musikpassagen.
Das Instrument war in einen Mahagoni-Holzgehäuse eingebaut.“

„Die Herren Kaufmann, Senior und Junior von Dresden haben vier Instrumente ausgestellt, welche zusammen ein Orchester ersetzen,
sie nennen diese Instrumente Belloneon, Cordulaudion, Automaten-Trompeter, Harmonichord.
Der obere Teil des Belloneons präsentiert eine Kriegsstrophe, in der Mitte sind 24 Trompeten platziert; unten sind zwei Topftrommeln und die dazugehörigen Schlagstöcke eingebaut.
Es spielt Tanzmusik und Märsche mit außergewöhnlicher Perfektion.
Da es Windinstrumente enthält, kann es mit Mälzl’s Panharmonikon, das vor einiger Zeit in London und Paris vorgeführt wurde, verglichen werden.
Das Chordulaudion produziert zusammen und getrennt den Ton eines Pianoforte und vierer Flöten, welche mit einer solchen Genauigkeit und Präzision intonieren, dass die Illusion vollkommen ist.
Die Automaten können zweistimmige Noten hervorbringen.
Das total kuriose Instrument ist Nachfolger des Harmonichord’s.
Das Harmonichord sieht aus wie ein aufrecht stehender Flügel.
Die Tastatur hat vier und eine halbe Oktave.
Durch Drücken der Tasten wird die Friktion ausgelöst.
Zwei Pedale dienen zum Dämpfen des Tones und zur Tempominderung,
und um die Vibrationen schwächer oder stärker ausfallen zu lassen.
In den Händen der Herren Kaufmann werden süßere Töne darauf hervorgebracht als auf der Glasharmonika, und noch dazu in vollkommener Harmonie.“

„Zwischen den Jahren 1842 und 1844 reiste die Kaufmann-Familie erneut, diesmal wurde er von seinem Sohn Friedrich Theodore Kaufmann (1823–72) begleitet. Sie nahmen fünf Instrumente auf ihre Reise mit.
Nach einer sehr erfolgreichen Tournee passierte eine Katastrophe.
Das Schiff, mit dem sie von Kopenhagen heimgereist sind, geriet in einen Sturm und dabei verloren sie alle Instrumente.“